# میتسویی زوسن
میتسویی زوسن (به ژاپنی: 三井造船) شرکت کشتی‌سازی ژاپنی است، که در زمینه ارائه خدمات مهندسی و ساخت انواع کشتی و شناور، ماشین‌آلات صنعتی و سازه‌های فولادی فعالیت می‌کند.
شرکت میتسویی زوسن در سال ۱۹۱۷ به‌عنوان بخش کشتی‌سازی شرکت میتسویی اند کو. تأسیس شد و از سال ۱۹۳۷ به‌عنوان یک شرکت مستقل ثبت گردید. این شرکت اکنون دارای ۴ کارخانه کشتی‌سازی در ژاپن است.
ستاد مرکزی این شرکت در منطقه تسوکیجی، چوئو، توکیو، ژاپن قرار دارد و بخشی از سهام آن در بازارهای بورس توکیو، بورس اوساکا و بورس فوکوکا معامله می‌شود.